# GreenFlex
 (août 2016).
GreenFlex est une entreprise française du secteur du développement durable spécialisée dans l'accompagnement de la transition énergétique environnementale et sociétale des entreprises et des territoires.
L'entreprise est structurée autour d'un modèle multi-expertise composé de 4 métiers : le conseil stratégique, la mise en œuvre de projets de performance énergétique et bas carbone, le financement de la transition et le pilotage digital de la performance.
GreenFlex a rejoint TotalEnergies en 2017, au sein de la branche Gas, Renewables & Power.

## Histoire
GreenFlex a diversifié son activité par croissance externe, en faisant l’acquisition de 15 sociétés :
- En 2009 : Altadev (conseil en développement durable)
- En 2010 : Solofi et Actirent (spécialisés en ingénierie financière dans la gestion d’actifs)
- En 2012 : Ethicity (conseil en développement et marketing durable)[1]
- En 2013 : Terra Nova Energy (efficacité énergétique), BeCitizen (conseil en développement durable) et Eveio (qualité produit et veille réglementaire sur des produits non alimentaires)
- En 2014 : BNext Energy (efficacité énergétique et smart grid)
- En 2015 : Ordifluides (bureau d’études et ingénierie industrielle)
- En 2016 : Okavango (spécialiste de la performance énergétique industrielle), Hop-Cube (éditeur de plateformes web collaboratives) et Be Linked5 (cabinet de conseil spécialisé dans les relations ONG-Entreprises)
- En 2017 : GreenFlex rejoint le groupe TotalEnergies dans la branche nouvellement créée Gas, Renewables & Power6.
- En 2018 : GreenFlex absorbe BHC Energy, filiale du groupe TotalEnergies spécialisée en efficacité énergétique, et élargit son activité aux certificats d'économies d'énergie (CEE) et à l'agrégation de flexibilité et d’énergie renouvelable. L'entreprise compte alors 450 salariés.
- En 2019 : GreenFlex acquiert TENAG, société allemande spécialisée dans le conseil en efficacité énergétique.
- En 2020 : GreenFlex poursuit son développement en Allemagne en acquérant ERN, un bureau d’études spécialisé en efficacité énergétique.

GreenFlex compte 19 bureaux répartis en Europe : France (Paris, Lyon, Aix-en-Provence, Lille, Toulouse, Rennes, Nantes, Strasbourg, Bordeaux), Espagne (Barcelone, Madrid, Vigo), Italie (Milan, Rome), Allemagne (Wiesbaden, Pulheim, Mannheim, Ludwigshafen, Berlin).
En mai 2020, Marie-Sylvie Bertail, Directrice Générale Adjointe de GreenFlex depuis 2013, prend la responsabilité de la société.
En juillet 2020, GreenFlex fait le constat que la réduction des impacts des organisations ne permet pas une transition environnementale suffisamment ambitieuse et annonce un nouveau positionnement résumé par le slogan "Changeons de trajectoire". Cela traduit une nouvelle ambition d'amener ses clients sur une trajectoire de transformation vers une économie régénérative.
Pour accompagner ce nouveau positionnement GreenFlex fait également évoluer son logo et son identité graphique.
Depuis juin 2023, Thibaud de Lisle est Directeur Général de l’entreprise.

## Activités
Chacun des 4 métiers de GreenFlex comprend plusieurs activités :
Conseil Stratégique
- Trajectoire bas carbone et schéma directeur énergie
- Stratégie climat
- Stratégie RSE, double matérialité / CSRD, et relations parties prenantes
- Stratégies d'approvisionnements et d'achats responsables
- Stratégies environnementales (notamment biodiversité, performance hydrique)
- Mesures d’impacts dont Analyse de Cycle de Vie (ACV)
- Accompagnement de marques et produits engagés
- Stratégie d’investissement responsable

Mise en oeuvre de projets de performance énergétique et bas carbone
- Etudes d’opportunité, de faisabilité et de conception technico-économiques
- Assistance à maîtrise d’ouvrage, maîtrise d’œuvre et clé en main
- Optimisation, engagement et pilotage de la performance
- Expertises réglementaires et normatives (audit énergétique, ISO 50001)

Digital
- Pilotage de la performance énergétique
- Bilan et suivi des émissions carbone
- Gestion de parc d'équipements énergivores

Financement de la transition
- Location évolutive et leaseback
- Certificats d'économies d'énergie (CEE)
- Identification et montage de dossiers de subventions
- Financement via des sociétés de projet notamment dans le cadre du dispositif FITEO

## Classement
GreenFlex est classé acteur incontournable en optimisation de la facture énergétique et en responsabilité sociétale des entreprises (source : Décideurs Magazine)